# Ian Stewart (Fußballspieler)
Ian Edwin Stewart (* 10. September 1961 in Belfast) ist ein ehemaliger nordirischer Fußballspieler. Als Linksaußen hatte er in den 1980er-Jahren seine erfolgreichste Zeit bei den englischen Erstligisten Queens Park Rangers und Newcastle United. Darüber hinaus absolvierte er 31 A-Länderspiele für die nordirische Nationalmannschaft und war Teil des Kaders der WM-Endrunde 1986 in Mexiko. Dort wurde er in allen drei Gruppenspielen (einmal in der Startelf) eingesetzt, konnte jedoch das nordirische Aus nach der Vorrunde nicht verhindern.

## Sportlicher Werdegang
Stewart begann seine Profifußballerlaufbahn in London bei den Queens Park Rangers und debütierte im Oktober 1980 im Zweitligaduell gegen die Blackburn Rovers. In den folgenden zwei Jahren blieb ihm jedoch der sportliche Durchbruch noch verwehrt, obwohl er flexibel auf dem Flügel oder in der Sturmmitte eingesetzt werden konnte. De facto hatte er gerade einmal drei Partien für „QPR“ bestritten, als er im März 1982 zu seinem ersten A-Länderspiel für Nordirland gegen Frankreich (0:4) per Einwechslung kam. Zur anschließenden WM-Endrunde 1982 in Spanien schaffte er es zwar nicht in den nordirischen Kader, aber nach dem Turnier etablierte er sich als feste Größe im Team. Besondere Aufmerksamkeit erlangte er mit seinem dritten Länderspiel im November 1992 gegen den amtierenden Vizeweltmeister Deutschland, in dem er das einzige Tor schoss.
Trotz dieser Empfehlung blieb er im Vereinsfußball noch weiter außen vor und QPR lieh ihn im März 1983 an den Drittligisten FC Millwall aus. Nachdem er dort Spielpraxis gesammelt hatte, etablierte er sich nun endlich in der Saison 1983/84 auch bei den Queens Park Rangers, die mittlerweile in die höchste englische Spielklasse aufgestiegen waren. Geschätzt wurden bei ihm seine technischen Fertigkeiten und die Schnelligkeit; Kehrseite der Medaille war, dass manche Spiele an ihm vorbei zu laufen schienen. Auch seine für einen Offensivspieler geringe Torquote wurde ihm gelegentlich vorgehalten. Dennoch verhalf er seinem Klub zu einem beachtlichen fünften Abschlusstabellenplatz und wurde dann im August 1985 an den Ligakonkurrenten Newcastle United verkauft, um dort primär den zu Tottenham Hotspur abgewanderten Chris Waddle zu ersetzen. In der Spielzeit 1985/86 war Stewart für die „Magpies“ eine feste Größe mit 28 Einsätzen, davon 25 in der Startelf. Damit empfahl er sich für die bevorstehende WM-Endrunde 1986 in Mexiko. Zwar war er dort auch Teil des nordirischen Kaders, war jedoch etwas überraschend bei den ersten beiden Gruppenspielen gegen Algerien (1:1) und Spanien (1:2) zunächst nur auf der Ersatzbank zu finden. Grund dafür war, dass Trainer Billy Bingham im linken Mittelfeld auf den „solider“ eingeschätzten Nigel Worthington vertraute. Nach Einwechslungen gegen Algerien und Spanien stand er dann jedoch im letzten Gruppenspiel gegen Brasilien in der Startelf. Dort konnte er die 0:3-Niederlage nicht abwenden und so schied Nordirland bereits nach der Vorrunde aus.
In Newcastle wurde er nach einer dürftigen Saison 1986/87 im Abstiegskampf und nur neun Auftritten in der Erstliga-Startelf von Trainer Willie McFaul aussortiert. Stewarts Hoffnung, beim Erstligaaufsteiger FC Portsmouth eine stabile neue sportliche Heimat zu finden, wurde nicht erfüllt. Schon früh überwarf er sich mit Trainer Alan Ball und nach lediglich zwei Pflichtspielen per Einwechslung in anderthalb Jahren für „Pompey“ schloss er sich im Januar 1989 dem Drittligisten FC Aldershot an. Dort stieg er zum Ende der Saison 1988/89 in die Viertklassigkeit ab und nach zwei Jahren in der Viertklassigkeit endete das Engagement in der Spielzeit 1991/92 unsanft. Der FC Aldershot wurde im Verlauf der Saison aufgelöst und die bis dahin erzielten Resultate aus der Statistik entfernt. Stewart ließ anschließend jenseits des Profifußballs bei Colchester United (dort gelang der Aufstieg aus der fünften in die vierte Liga) und Harrow Borough die aktive Karriere bis 1993 ausklingen. Anschließend arbeitete er weiter für die Irish Football Association und engagierte sich im Frauen- und Mädchenfußball.